# Anomaloglossus meansi
Anomaloglossus meansi Kok, Nicolaï, Lathrop, and MacCulloch, 2018 è un anfibio anuro, appartenente alla famiglia degli Aromobatidi.

## Etimologia
L'epiteto specificoè stato dato in onore di D. Bruce Means.

## Distribuzione e habitat
È endemica della Guyana. Si trova tra 1234 e 1371 m di altitudine sul Tepui Wokomung e a 1490 metri di altitudine sul Monte Ayanganna.